# Cuarteto de cuerda n.º 15 (Beethoven)
El cuarteto de cuerdas n.º 15 en La menor Opus 132 de Ludwig van Beethoven es el penúltimo de sus 16 cuartetos de cuerda. Fue escrito, sin embargo, hacia 1825, antes que sus cuartetos n.º 13 y 14, siendo de hecho, el decimotercero en orden de composición. Fue estrenado el 6 de noviembre de ese mismo año por el cuarteto Schuppanzigh y dedicado a Nikolái Golitsin.
Dura aproximadamente 45 minutos.

## Composición
Es uno de los tres cuartetos de cuerda encargados por el príncipe ruso Nikolai Borissowitsch Golizyn y fue compuesto en julio después del Cuarteto n.º 12 op. 127 (completado en enero de 1825) y antes del Cuarteto n.º 13 op. 130 (completado en enero de 1826). Los tres cuartetos están dedicados al príncipe.
Hubo retrasos durante la edición de las copias destinadas al Príncipe Golizyn, por un lado, y para el estreno en Viena por el cuarteto Schuppanzigh, muy relacionado con Beethoven.
Por ejemplo, el copista de Beethoven, Wenzel Rampl, debía copiar la copia destinada a la primera actuación, a partir de la cual Rampl debería hacer una copia para el príncipe ruso. Pero esta tarea le costó a Rampl un esfuerzo inusual porque no estaba familiarizado con la música difícil de leer de Beethoven, por lo que el amigo personal de Beethoven, Karl Holz, que tocaba el segundo violín en el Cuarteto Schuppanzigh, completó el trabajo. Como Beethoven confirmó por carta a Karl Holz el 15 de agosto de 1825, las copias que hizo contenían solo unos pocos errores.
Otros retrasos fueron causados por los estallidos de ira de Beethoven, que llevaron a la negativa de Wenzel Rampl de continuar copiando. Otra razón por la cual el príncipe Golyzin recibió el cuarteto tarde fue la demora en el correo entre Viena y San Petersburgo.

## Música
Este cuarteto es uno de los "cuartetos tardíos" de Beethoven, pero a pesar de su sonido vanguardista y emocional en ese momento, se basa en un divertimento de 5 movimientos, en el que una parte central y tranquila está flanqueada por movimientos rítmicos.
Los tres cuartetos compuestos para el príncipe Golizyn tienen paralelo con los "cuartetos Rasumowsky". En ambos casos, el cuarteto central está en una clave menor, mientras que los otros dos están en mayor.
La clave en La menor utilizada en el Op. 132 rara vez fue utilizada por compositores como Joseph Haydn, Wolfgang Amadeus Mozart y el propio Beethoven. Antes Beethoven solo había usado esta clave en su Sonata para violín n. ° 4 op. 23 (1800), en su "Sonata a Kreutzer" (1802/03) y en "Für Elise" (1810). La "Sonata a Kreutzer" incluso muestra algunos paralelos con el cuarteto en La menor en el plan de movimientos.
Beethoven transpuso un movimiento Alla danza tedesca en La mayor originalmente destinado a este cuarteto a sol mayor y lo usó como el cuarto movimiento de su Cuarteto de cuerda N ° 13 en si bemol mayor, op. 130.

## Movimientos
El Opus 132 consta de cinco movimientos:
1. Assai sostenuto — Allegro.
2. Allegro ma non tanto.
3. Canzona di ringraziamento. Molto adagio — Stendendo nuova forza. Andante.
4. Alla marcia, assai vivace — Piu allegro — Presto.
5. Allegro appassionato.

### Primer movimiento
El movimiento comienza con una introducción lenta. Mientras los primeros compases son llevados por el violonchelo, el primer violín, con virtuosas semicorcheas, toma la delantera en el Allegro que sigue poco después. Este contraste se ve reforzado por la alternancia de pasajes tranquilos y rápidos en el curso del movimiento hasta que el primer violín finalmente se une al acorde final en La menor bajo los golpes de staccato de las otras tres cuerdas.

### Segundo movimiento
La opinión de que el segundo movimiento era un "Scherzo" se había establecido desde el principio entre los intérpretes. Este error se remonta a una revisión después de la primera presentación pública.
El segundo movimiento está en marcado contraste con el La menor del primer movimiento, en su clave variante en La mayor. El cambio de humor causado por esto se ve reforzado por la interacción cambiada de las cuerdas. Las figuras emergentes de tres figuras tocadas al unísono son seguidas de adornos cambiantes a través de los cuatro instrumentos. El foco ya no es la "lucha" entre los instrumentos, sino la interacción. En el trío, el prominente primer violín está acompañado de motivos de baile hasta que el motivo de entrada reintroducido concluye el movimiento.

### Tercer movimiento
El tercer movimiento fue agregado por Beethoven con la adición "Canto de acción de gracias de un convaleciente a la divinidad, en modo lidio", que indirectamente indica que en el momento de la composición sufría una enfermedad grave y que incluso durante varias semanas en 1825 tuvo que interrumpir su trabajo. Después de curarse de su enfermedad, Beethoven compuso un canon para su médico, el Prof. Braunhofer: "El médico bloquea la puerta a la muerte, el tacto también ayuda por necesidad" (WoO 189). La gratitud por su recuperación, que Beethoven había expresado en broma en el canon, ahora encontró su camino en serio en el cuarteto en La menor.
Las secuencias en forma de coral que determinan el movimiento son interrumpidas repetidamente por pasajes enérgicos, que el propio Beethoven ha marcado con la nota "Sintiendo una nueva fuerza". Al final, el tema de apertura se repite, pero esta vez, como señaló Beethoven, "con el sentimiento más íntimo", y la música termina en pianissimo.
La decisión de utilizar una clave algo inusual en este movimiento fue de interés para Beethoven en ese momento en el trabajo del compositor italiano Giovanni Pierluigi da Palestrina, que fue promovido por los históricos conciertos en casa de Raphael Georg Kiesewetter en Viena. Wilhelm Heinrich Wackenroder (desde 1797) y E. T. A. Hoffmann (desde 1814) ya habían establecido un interés general por el "estilo Palestrina".
Se suponía que Beethoven usaba una melodía de Palestrina en el movimiento; sin embargo, los bocetos muestran esto como una invención de Beethoven. Ya en 1818 Beethoven había planeado una sinfonía como "canción piadosa en una sinfonía en las viejas claves", pero no la implementó. El sobrino Karl pudo decirle a Beethoven "que muchos pasajes fueron acompañados de exclamaciones, y cuando se fueron, la gente habló de la belleza del nuevo cuarteto. Por lo tanto, Schuppanzigh quiso tocarlo nuevamente durante 14 días.

### Cuarto movimiento
El cuarto movimiento, una marcha tocada en staccato, parece darle a la obra un carácter alegre nuevamente, pero se detiene después de un corto tiempo para pasar al quinto movimiento (al final, el segundo violín ya toca las dos primeras notas del quinto movimiento por adelantado) .
Originalmente, los componentes del movimiento, "Alla Marcia" y "Piú Allegro", eran dos movimientos separados, pero Beethoven los unió en un solo movimiento, probablemente para centrarse en el tercer movimiento.

### Quinto movimiento
El quinto movimiento, nuevamente en La menor, trae de vuelta la tensión emocional del tercer movimiento. El violonchelo, la viola y el primer violín se complementan para formar un motivo de acompañamiento recurrente, sobre el cual el segundo violín toca una melodía casi vocal y quejumbrosa (un tema que Beethoven originalmente pensó para último movimiento de su novena sinfonía). Hacia el final del movimiento, el tempo (Presto) aumenta y el motivo de queja del segundo violín se invierte mediante la transposición a La mayor. Este nuevo tema, que ahora anuncia un final feliz para el cuarteto de cuerda, se vuelve más tranquilo poco tiempo después y finalmente parece estar casi desvaneciéndose. Beethoven hace que el oyente crea que el movimiento ha terminado e incluso inserta una frase de cierre. Sin embargo, esto se interrumpe abruptamente con la reanudación de "Un tema principal" y solo reaparece después de que se ha llevado a cabo, para terminar realmente el movimiento.

## Influencia literaria
Algunos autores han visto en este cuarteto el motivo que le dio a T. S. Eliot el ímpetu para escribir su colección de poemas Cuatro Cuartetos; tenía una grabación de gramófono y declaró en una carta a Stephen Spender: "Su estudio es absolutamente inagotable. Hay una especie de alegría celestial, o al menos más que humana, en algunos de los últimos pasajes, tal que uno podría imaginarse como el fruto de la reconciliación y el alivio después de inmenso sufrimiento. Me gustaría poder poner algo en esto en verso antes de morir " 25.
Aldous Huxley, en el último capítulo de su novela Contrapunto da una larga descripción del tercer movimiento, así como un análisis personal con motivo de la muerte casi suicida del personaje Maurice Spandrell. “Las arcaicas melodías lidias colgaban en el aire. Era música sin pasión, transparente, pura y cristalina, como un mar tropical, como un lago alpino. Agua sobre agua, calma deslizándose sobre calma, un acuerdo de horizontes unidos y espacios sin ondulaciones, un contrapunto de serenidades". En 1932, el poeta, diplomático y premio Nobel griego Yorgos Seferis (1900-1971), a la sazón destinado en Londres, escribía en su Diario (Días): “Estoy atónito; he conocido a muchos melómanos, y ninguno me dijo que Beethoven había expresado de modo tan palpable la madurez del hombre ante la muerte".

## Discografía
- Cuarteto Busch, 1942 (Sony)
- Cuarteto Húngaro, 1953 (EMI)
- Cuarteto Italiano, 1968 (Philips)
- Cuarteto Végh, 1974 (Auvidis-Valois)
- Cuarteto Alban Berg, 1979 (EMI)
- Cuarteto Talich, 1980 (Calliope)
- Cuarteto Takács, 2004 (Decca)
- Cuarteto de cuerda de Tokio, 2010 (Harmonia Mundi)
- Cuarteto Artemis, 2011 (Virgin Classics)
- Cuarteto Belcea, 2013 (Zig-Zag Territoires)
- Cuarteto Terpsycordes, 2013 (Ambronay)